# زنبور عسل

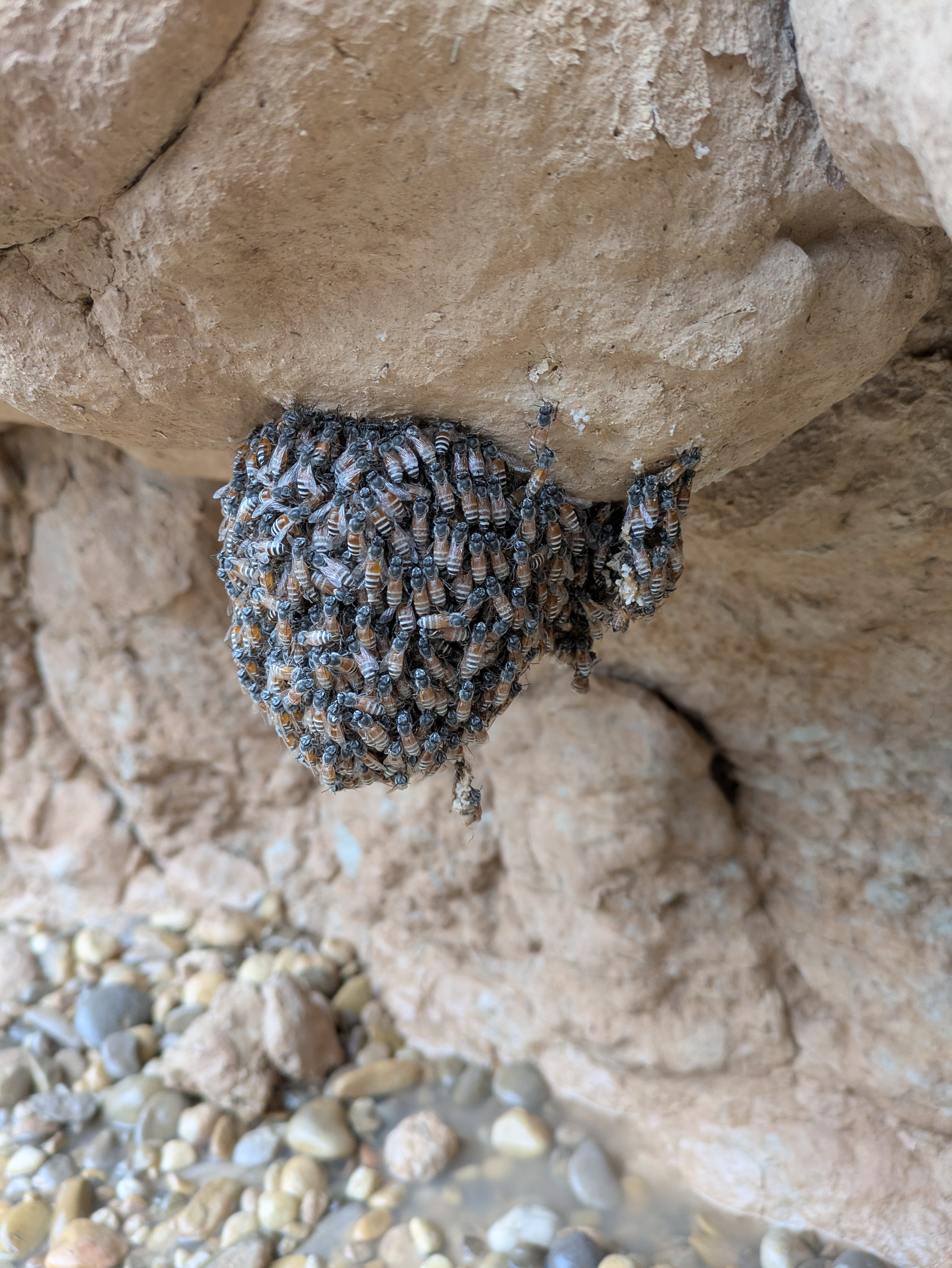
کندوی زنبور عسل کوچک در بهبهان

زنبور عسل حشرات بالداری هستند که ارتباط نزدیکی با خانواده مورچه‌ها و زنبورهای بی‌عسل دارند. این حشرات، به‌دلیل نقش مهمی که در گرده‌افشانی دارند و همچنین تولید عسل و موم توسط برخی گونه‌ها مانند زنبور عسل اروپایی، شناخته‌شده هستند. بیش از ۱۶٬۰۰۰ گونه زنبور در هفت خانواده زیستی مختلف در سراسر جهان شناخته شده‌است. برخی از زنبورها از جمله زنبورهای عسل، زنبورهای گرده و زنبورهای بدون نیش، به‌طور اجتماعی و در یک کلنی زندگی می‌کنند اما بیشتر گونه‌ها (بیش از ۹۰ درصد) از جمله زنبورهای گل‌گر، زنبورهای درودگر، زنبورهای برگ‌بر و شیرین‌زنبوران به‌صورت انفرادی زندگی می‌کنند. زنبورها در همهٔ قاره‌ها به‌جز قطب جنوب، در بیشتر زیستگاه‌های دارای گیاهان گل‌دار، یافت می‌شوند. رایج‌ترین زنبورهای نیم‌کره شمالی، زنبورهای خانوادهٔ شیرین‌زنبوران هستند که کوچک هستند و اغلب با زنبورهای بی‌عسل یا مگس‌ها، اشتباه گرفته می‌شوند. اندازهٔ زنبورها از گونه‌های ریزِ زنبورهای بدون نیش که اندازهٔ کارگران آن‌ها کمتر از ۲ میلی‌متر است، تا زنبور بزرگ والاس، بزرگ‌ترین گونه از زنبورهای برگ‌بر، که طول جنس مادهٔ آن می‌تواند به ۳۹ میلی‌متر برسد، متغیر است.
زنبورها از شهد و گرده تغذیه می‌کنند، شهد، در درجهٔ اول به‌عنوان منبع انرژی. گرده‌ها بیشتر به‌عنوان غذا برای لاروهای آن‌ها استفاده می‌شود. شکارچیان مهره‌دار زنبورها شامل برخی نخستی‌سانان و پرندگانی مانند زنبورخواران هستند. حشراتی مانند زنبور منج‌گیر و آسیابک‌ها نیز شکارچی زنبورها هستند.
به‌دلیل اهمیت بالای زنبورها در گرده‌افشانی و افزایش باروری محصولات کشاورزی و میوه‌ها، سازمان جهانی غذا و کشاورزی یا فائو روز ۲۰ مه هر سال را به‌عنوان «روز جهانی زنبور» نامگذاری کرده‌است.

## زندگی زنبورها

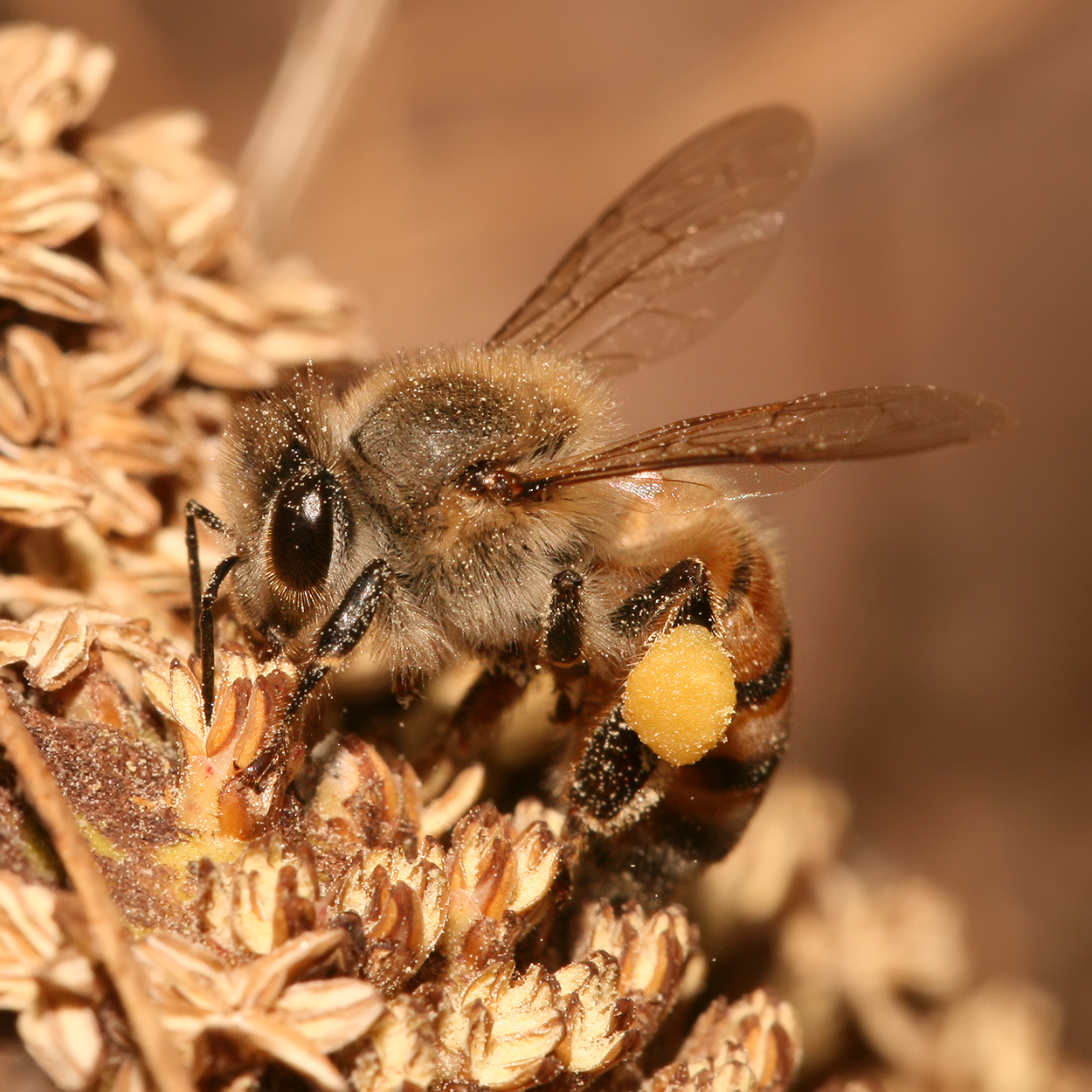
زنبور عسل تانزانیایی

برخی از زنبورها زندگی اجتماعی دارند. این به آن معنی است که آن‌ها در گروه‌های سازمان یافته زندگی می‌کنند. زنبور عسل گونه‌ای از زنبورها است که زندگی اجتماعی دارد. زنبورهای عسل در محلی بنام کندو زندگی می‌کنند.
سه نوع زنبور در کلونی زنبورها وجود دارد. زنبور ملکه بخاطر اینکه تخم‌گذاری می‌کند اصلی‌ترین و مهم‌ترین زنبور کندو می‌باشد. تنها زنبور ملکه هست که با نیشش می‌تواند زنبورهای ملکهٔ دیگر را نیش بزند. زنبور ملکه معمولاً مادر زنبورهای کارگر است. وقتی که زنبور ملکه جوان است، از شیرهٔ مخصوصی تغذیه می‌کند. زنبورهای کارگر هم مانند زنبور ملکه ماده هستند و وظیفهٔ آن‌ها جمع‌آوری گرده از گلها و محافظت از کندو می‌باشد. نوع سوم نیز زنبورهای نر هستند که تنها کارشان بارور کردن (تلقیح) زنبور ملکه است.

## پرواز زنبورها
در سال ۱۹۳۴ شخصی بنام ام. ماگنان در فرانسه کتابی به نام Le vol des insectes را نوشت و در آن مطرح نمود که پرواز این حشرات با محاسبات علمی نمی‌توان توضیح داد زیرا نسبت بال به بدنشان بسیار کوچک است و این حشرات بر اساس پسار نمی‌توانند پرواز کنند. شخص دیگری نیز بنام آندره لاگو به‌طور عملی این فرض را امتحان نمود و نتایج بررسی نیز نشان می‌داد این حشرات نباید توان پرواز داشته باشند. این تصور در واقع تصور غلطی بود، زیرا پرواز این حشرات نقیض قانون پسار در گازها است ولی پرواز این حشرات را می‌توان با قوانین مکانیکی توضیح داد، همان‌طور که بالگردها نیز با این قوانین به پرواز در می‌آیند.
در سال ۲۰۰۵ مایکل دیکینسون و همکاران او با کمک دوربین‌های فیلمبرداری سریع از پرواز زنبور عسل فیلمبرداری کردند. آن‌ها سرعت بال زدن زنبور را ۲۳۰ بار در ثانیه تخمین زدند.

## زنبورها و انسان‌ها
زنبورها چهرهٔ شاخصی در اساطیر داشتند و به عنوان الگویی برای جامعهٔ بشری بودند. به عنوان مثال در عهد باستان در خاور نزدیک، این حشره به عنوان پلی به عالم اموات شناخته می‌شده و در تزیین مقبره‌ها طرح این حشره استفاده می‌شده‌است.
با وجود اینکه این حشرات نیش دردناکی دارند ولی از جایگاه بالایی نزد انسان‌ها برخوردار هستند. دلیل این جایگاه به احتمال زیاد بخاطر سودمندی در گرده‌افشانی و تولید عسل و همچنین شهرت آن‌ها به عنوان موجودی کوشا می‌باشد. این حشره به‌طور منظم در تبلیغات برای اجناس بکار گرفته می‌شود.
اگرچه نیش زنبور برای افرادی که حساسیت دارند می‌تواند مرگبار باشد، تقریباً تمامی گونه‌های زنبور غیر تهاجمی بوده و اگر انسان‌ها با آن‌ها کاری نداشته باشند، هرگز نیش نخواهند زد. اغلب انسان‌ها برای زنبورها خطرناک هستند و با آلوده کردن محیط زیست آن‌ها به مواد سمی به آن‌ها آسیب می‌رسانند.
در اندونزی لارو زنبور عسل را با برنج می‌خورند. به این صورت که با نارگیل رنده شده مخلوط و سپس در برگ موز پیچیده و در بخار آب می‌پزند.

## بدن

کالبدشناسی بدن زنبور.

همانند دیگر حشرات بدن زنبور را می‌توان به سه قسمت تقسیم‌بندی کرد:
سر، سینه (قسمت میانی) و شکم (که در پشت قرار دارد) همچنین مانند سایر حشرات زنبورها دارای ۳ جفت پا و ۲ جفت بال هستند. اکثر زنبورها بدنشان پر از کرک است و رنگ بدنشان زرد و سیاه یا نارنجی و سیاه است. بسیاری از زنبورها دارای نیش هستند که در انتهای بدنشان وجود دارد. اگر این حشرات بترسند یا گیج یا عصبانی شوند، از نیششان استفاده می‌کنند. پس از اینکه یک زنبور کارگر نیش می‌زند پس از مدت کوتاهی می‌میرد، ولی زنبورهای دیگر و همچنین زنبورهای وحشی می‌توانند بارها نیش بزنند. بعضی از مردم به نیش زنبور بسیار حساسند و حتی گاهی نیش زنبور باعث مرگ آن‌ها نیز می‌شود.

### چشم

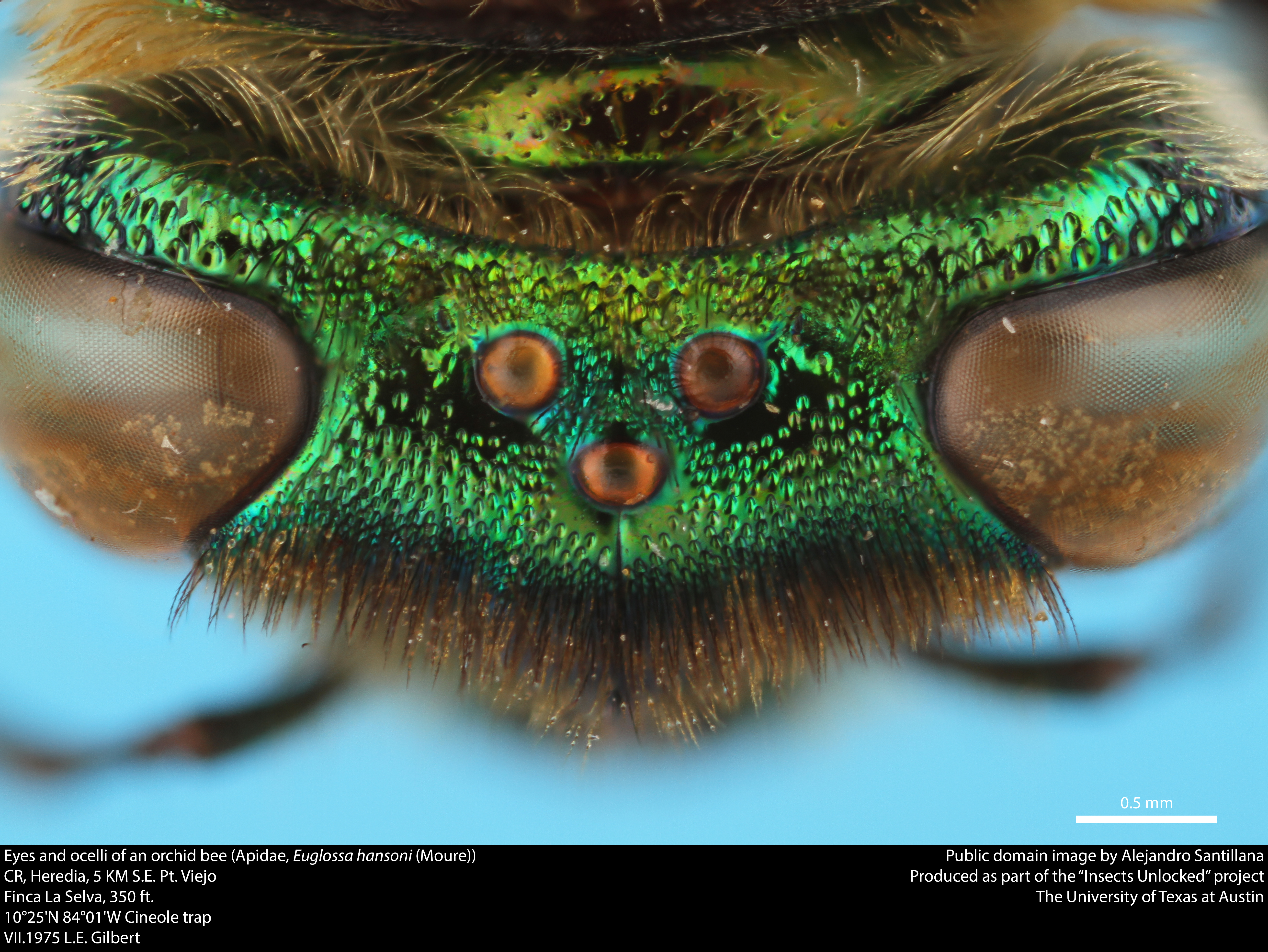
چشم زنبور عسل

زنبورهای عسل پنج چشم دارند: دو چشم بزرگ در دو طرف سر معروف به «چشم‌های مرکب» که برای دیدن اشکال و رنگ‌ها در محیط اطراف استفاده می‌شود در حالی که از سه چشم کوچک در بالای سر معروف به «اوسلوس» برای ناوبری و جهت‌یابی استفاده می‌شود.

## ارتباطات زنبورهای عسل
زنبورهای عسل یکی از پیشرفته‌ترین سیستم‌های ارتباطی را در میان حشرات دارند که شامل دو روش اصلی رقص و فرومون می‌شود. این سیستم‌های ارتباطی به کلونی اجازه می‌دهد به صورت هماهنگ عمل کند.

### رقص دورانی
زنبورهای کارگر از رقص دورانی برای نشان دادن منابع غذایی در فاصله کمتر از 50 متر استفاده می‌کنند. هرچه منبع غذایی بهتر باشد، رقص پرانرژی‌تر انجام می‌شود. این رقص شامل:
- حرکات دایره‌ای متوالی 

- تغییر جهت ناگهانی  

- لرزش بدن است 

این رفتار سایر زنبورها را به بررسی منبع غذایی ترغیب می‌کند (Science, 1974).

### رقص جناغی
برای منابع غذایی دورتر (بیش از 150 متر)، زنبورها از رقص جناغی استفاده می‌کنند که شامل:
- حرکت مستقیم همراه با تکان دادن شکم 

- بازگشت به نقطه شروع 

- زاویه حرکت نسبت به خورشید نشان‌دهنده جهت است 

مدت زمان تکان دادن شکم نشان‌دهنده فاصله منبع غذایی است (Nature, 1996).

### فرومون‌های ملکه
ملکه زنبور عسل از فرومون‌های خاصی استفاده می‌کند که:
- رشد تخمدان کارگرها را مهار می‌کند 

- رفتارهای کارگری را تحریک می‌کند 

- کلونی را یکپارچه نگه می‌دارد 

این فرومون‌ها از غدد آرواره‌ای ملکه ترشح می‌شوند (Journal of Chemical Ecology, 2002).

### فرومون‌های هشدار
زنبورهای نگهبان هنگام خطر فرومون‌هایی ترشح می‌کنند که:
- سایر زنبورها را به دفاع تحریک می‌کند 

- حاوی ایزوپنتیل استات است 

- از غدد استینگ ترشح می‌شود 

این سیستم هشدار باعث هماهنگی در دفاع از کندو می‌شود (Behavioral Ecology and Sociobiology, 2008).

### فرومون‌های مسیریابی
زنبورهای کارگر از فرومون‌های مسیریابی برای:
- علامت‌گذاری مسیر به گل‌ها 

- هدایت سایر زنبورها 

- جلوگیری از گم شدن 

این فرومون‌ها از غدد ناسانوف ترشح می‌شوند (Apidologie, 2014).

### ارتباطات لرزشی
زنبورها از لرزش‌های خاصی برای:
- هماهنگی در فعالیت‌های کندو  

- تحریک جمع‌آوری شهد 

- تنظیم دمای کندو استفاده می‌کنند 

این لرزش‌ها با فرکانس‌های مختلف معانی متفاوتی دارند (PLOS ONE, 2017).

### یادگیری ارتباطی
زنبورهای عسل توانایی یادگیری الگوهای ارتباطی را دارند:
- می‌توانند مفاهیم جدید را بیاموزند 

- با تغییر محیط سازگار می‌شوند 

- اطلاعات را به نسل بعد منتقل می‌کنند 

این ویژگی نشان‌دهنده هوش اجتماعی بالای آنهاست (Proceedings of the Royal Society B, 2020).

## برخی از انواع زنبورها

### ۱. زنبور گلدان‌ساز (Eumenes coronatus)
این زنبور خوش‌ساخت با استفاده از گل و خاک گلدان‌های کوچکی می‌سازد و در آن تخم‌گذاری می‌کند. هر گلدان حاوی چندین لارو است که با حشرات فلج شده تغذیه می‌شوند (Journal of Hymenoptera Research, 2018).

### ۲. زنبور مخملی (Mutilla europaea)
با بدن پرمو و رنگ‌های هشداردهنده قرمز و سیاه، این زنبور ماده بدون بال است و به "زنبور قاتل گاو" معروف است. نیش بسیار دردناکی دارد (American Entomologist, 2019).

### ۳. زنبور انجیر (Blastophaga psenes)
این زنبور کوچک رابطه همزیستی جالبی با درختان انجیر دارد و تنها گرده‌افشان طبیعی انجیر محسوب می‌شود (Nature Communications, 2020).

### ۴. زنبور ارکیده (Euglossa dilemma)
نرهای این زنبور زیبا از گل‌های ارکیده عطر جمع‌آوری می‌کنند تا ماده‌ها را جذب کنند. رنگ متالیک آبی-سبز آنها خیره‌کننده است (Tropical Conservation Science, 2021).

### ۵. زنبور چوب‌خوار (Xylocopa virginica)
یکی از بزرگ‌ترین زنبورها که در چوب‌های نرم تونل حفر می‌کند. پرواز پرسر و صدایی دارد اما معمولاً بی‌آزار است (Insect Conservation and Diversity, 2022).

### ۶. زنبور برگ‌بر (Megachile rotundata)
این زنبور با آرواره‌های قوی خود دایره‌های کاملی از برگ می‌برد و از آنها برای ساخت لانه استفاده می‌کند (Agricultural and Forest Entomology, 2023).

### ۷. زنبور دریایی (Halictus scabiosae)
تنها زنبوری که می‌تواند در آب شنا کند و از گیاهان آبزی گرده‌افشانی می‌کند (Aquatic Insects, 2021).

### ۸. زنبور معدنی (Andrena fulva)
این زنبور خاکزی لانه‌های خود را در زمین حفر می‌کند و با موهای نارنجی روشنش قابل شناسایی است (Soil Biology and Biochemistry, 2020).

### ۹. زنبور کاکتوس (Diadasia rinconis)
متخصص گرده‌افشانی کاکتوس‌ها و تنها زنبوری که می‌تواند در بافت خاردار کاکتوس حرکت کند (Desert Ecology, 2019).

### ۱۰. زنبور شب‌پرواز (Osmia bicornis)
یکی از معدود زنبورهایی که در شب فعال است و بینایی فوق‌العاده‌ای در نور کم دارد (Journal of Experimental Biology, 2022).

### ۱۱. زنبور پارازیتویید (Aphidius colemani)
این زنبور ریز شته‌ها را آلوده می‌کند و برای کنترل بیولوژیک آفات استفاده می‌شود (Biological Control, 2023).

### ۱۲. زنبور طلایی (Sphecodes gibbus)
زنبور انگلی که به لانه زنبورهای دیگر نفوذ می‌کند و تخم‌های خود را در لانه آنها می‌گذارد (Behavioral Ecology, 2021).

### ۱۳. زنبور یاقوتی (Chrysura hirsuta)
با رنگ متالیک قرمز-طلایی درخشان که در نور خورشید می‌درخشد (Journal of Insect Science, 2020).

### ۱۴. زنبور کوهنورد (Bombus monticola)
در ارتفاعات بالای ۴۰۰۰ متر زندگی می‌کند و می‌تواند در دمای زیر صفر فعالیت کند (Alpine Entomology, 2022).

### ۱۵. زنبور ماسکی (Hylaeus spp.)
صورتی سیاه با طرح‌های سفید دارد که شبیه ماسک است و از ساقه گیاهان برای لانه‌سازی استفاده می‌کند (Entomological News, 2021).

### ۱۶. زنبور آتشین (Dasymutilla occidentalis)
نیش این زنبور به قدری دردناک است که به "قاتل گاو" معروف شده است (Toxicon, 2023).

### ۱۷. زنبور شیشه‌ای (Gasteruption spp.)
با شکم بلند و باریک که شبیه به دم عقرب است اما کاملاً بی‌خطر است (ZooKeys, 2020).

### ۱۸. زنبور ساحلی (Ammophila sabulosa)
در شن‌های ساحلی لانه می‌سازد و کرم‌های حلقوی را شکار می‌کند (Marine Biology, 2021).

### ۱۹. زنبور زمردی (Chrysis ignita)
با رنگ سبز-آبی متالیک درخشان که مانند جواهر می‌درخشد (Journal of Hymenoptera Research, 2022).

### ۲۰. زنبور غول‌پیکر آسیایی (Vespa mandarinia)
بزرگ‌ترین زنبور جهان با طول ۵ سانتیمتر که به "زنبور قاتل" معروف است (Insect Systematics and Diversity, 2023).

## نگارخانه

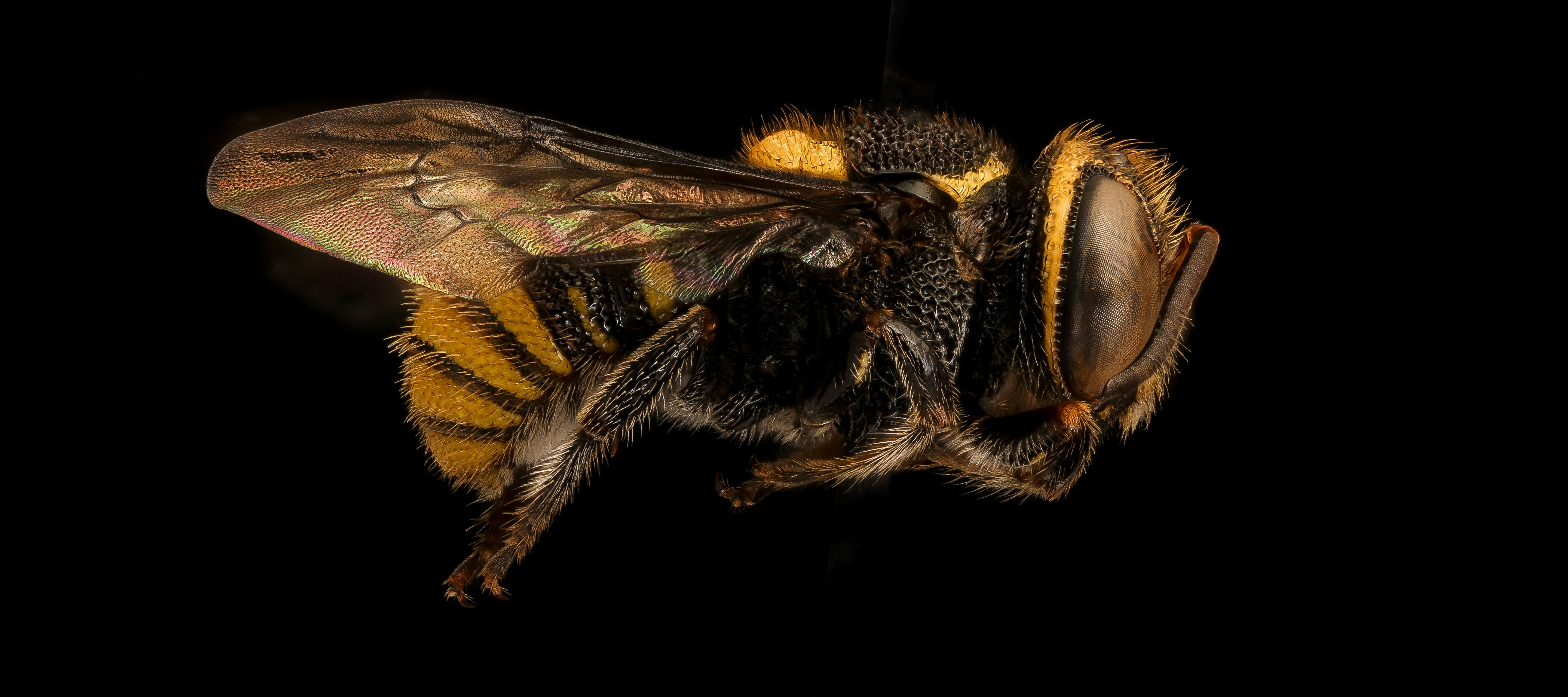
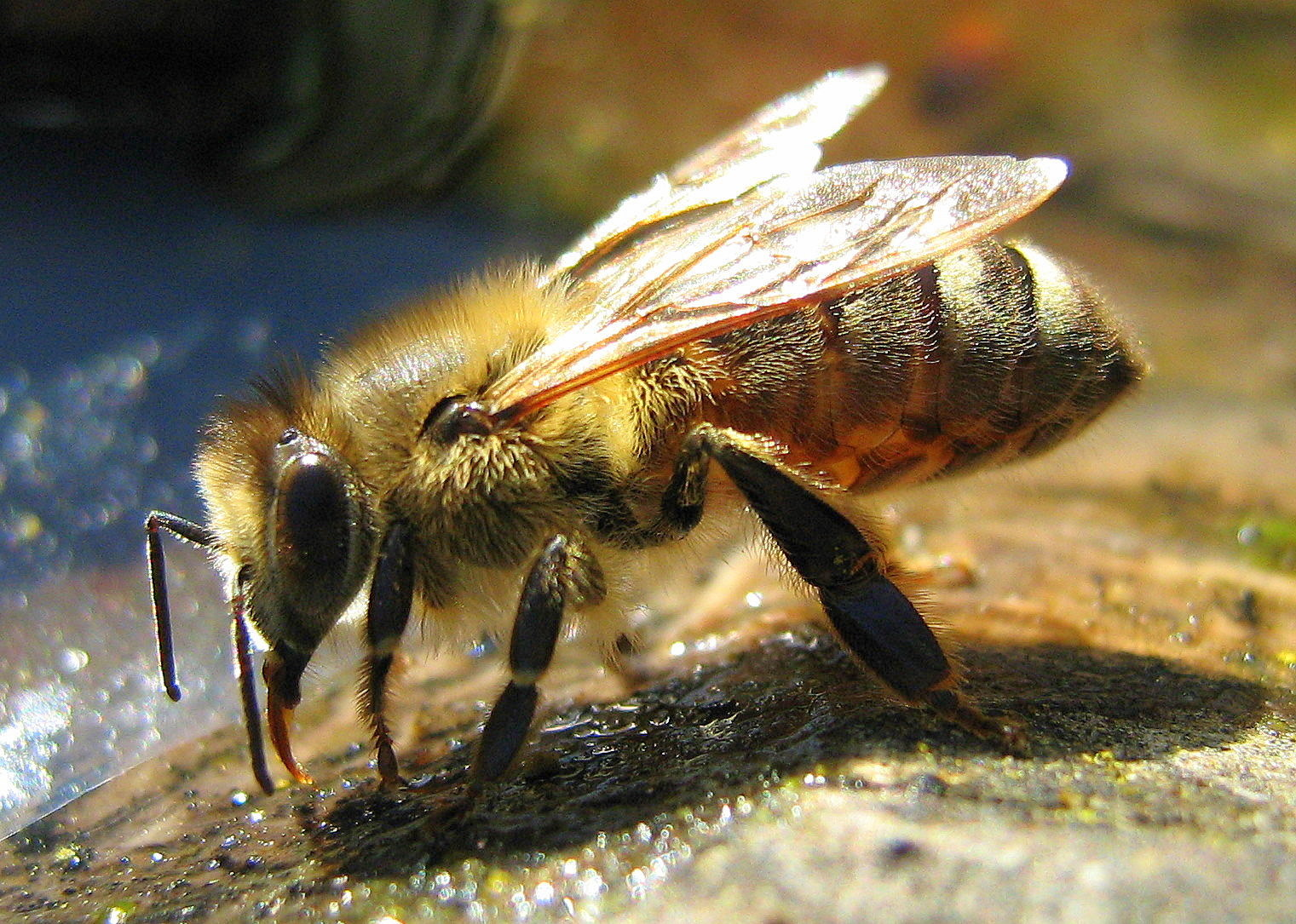
زنبور عسل اروپایی، لهستان
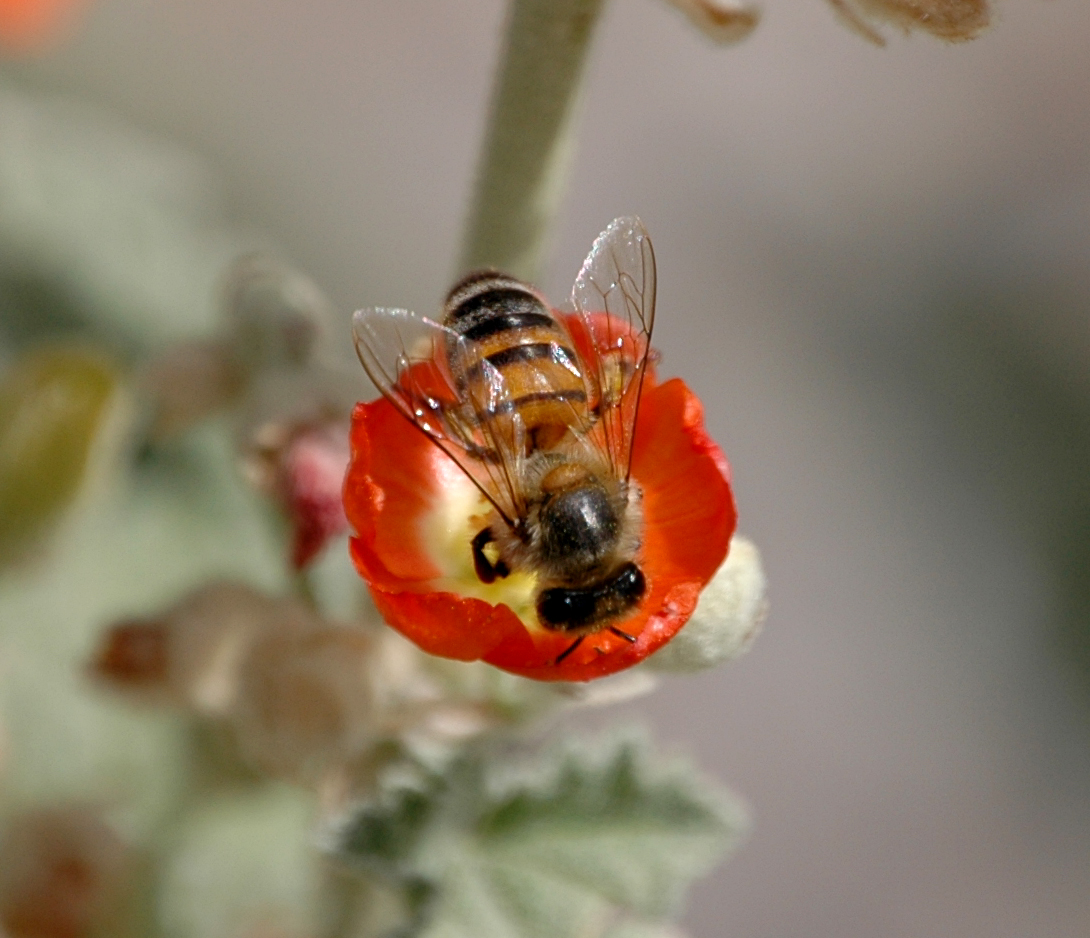
زنبور عسل اروپایی
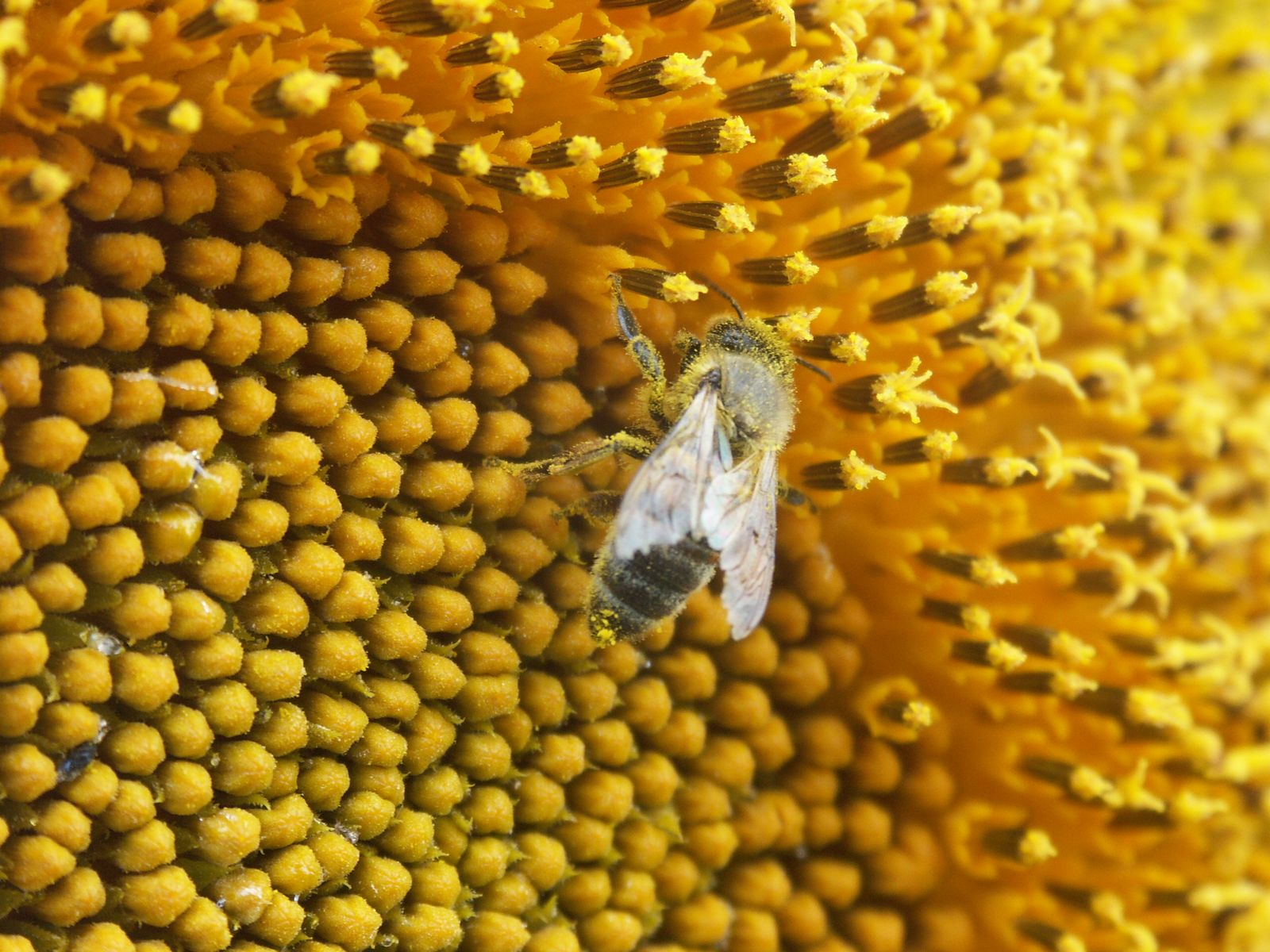
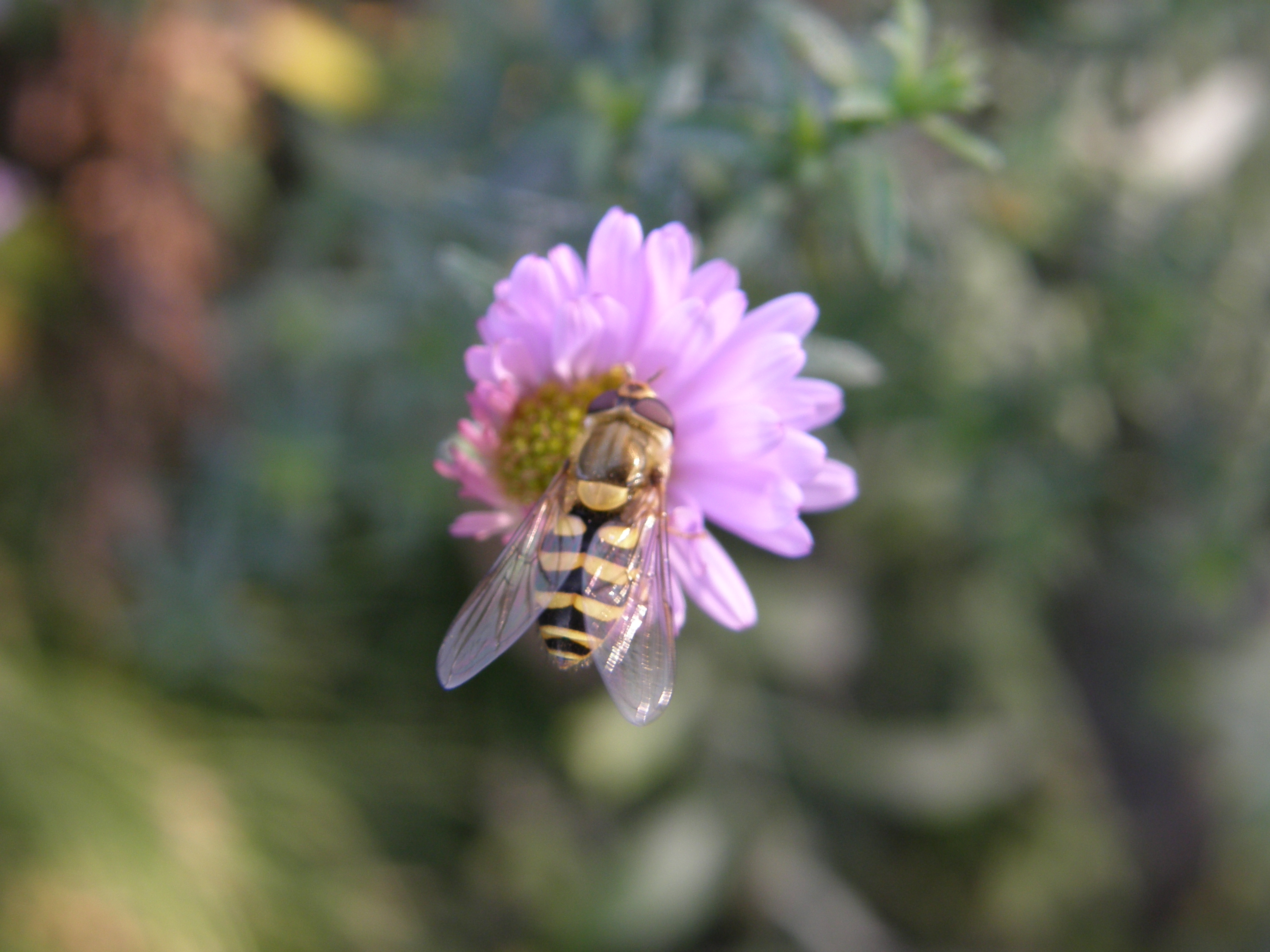
یک زنبور در حال تغذیه
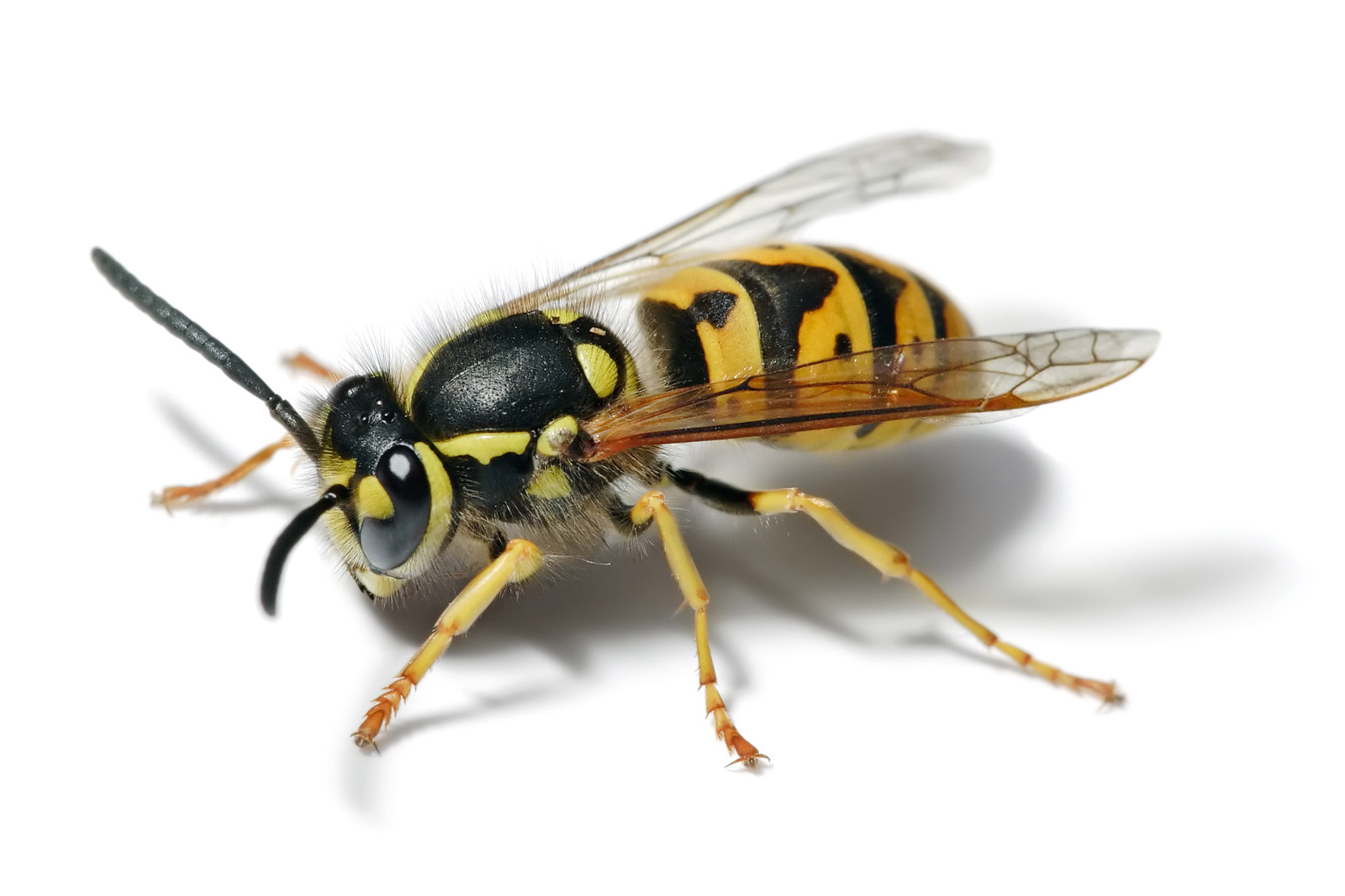
یک زنبور اروپایی یا آلمانی که به‌طور عمده در نیم‌کره شمالی زمین زندگی می‌کند.
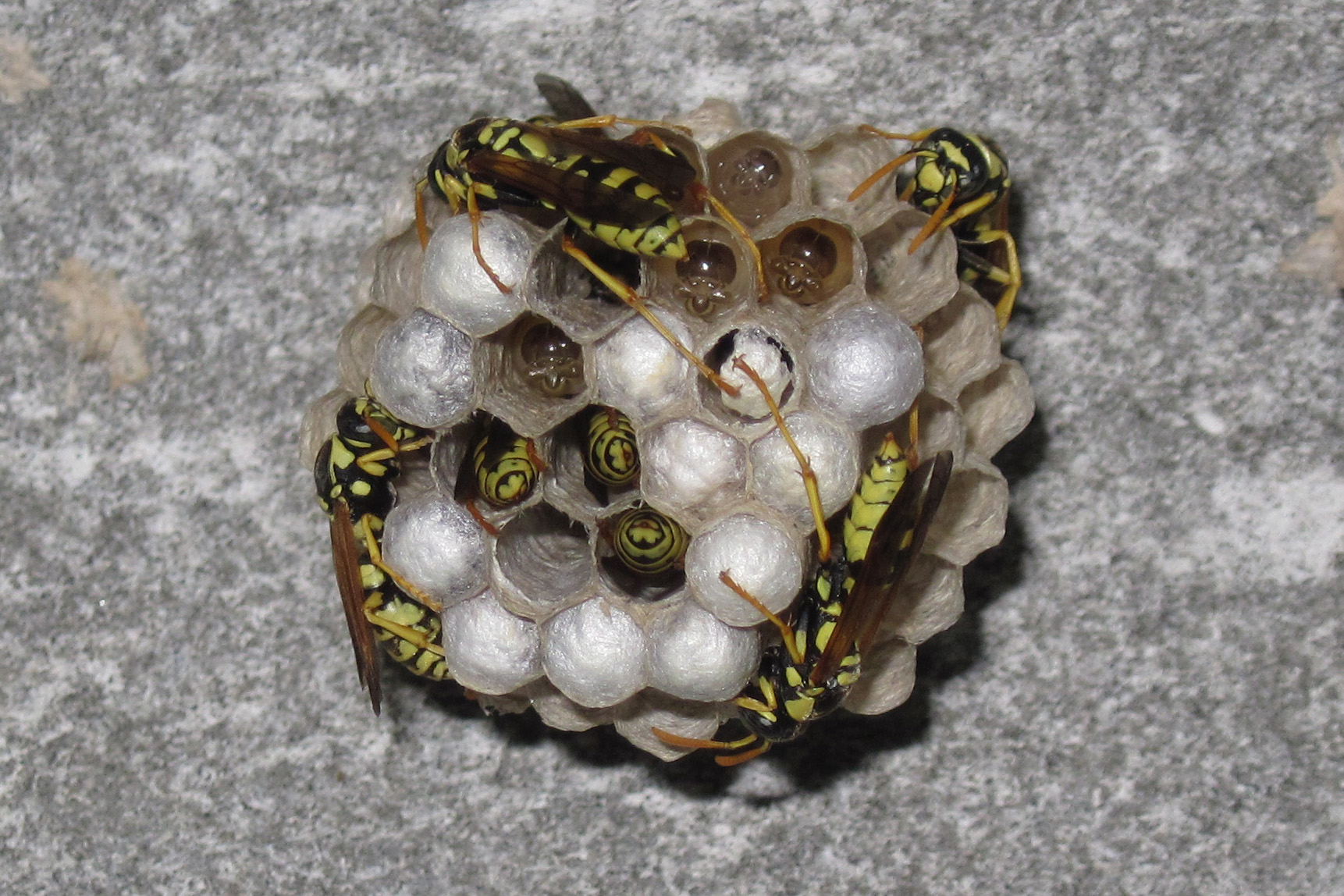
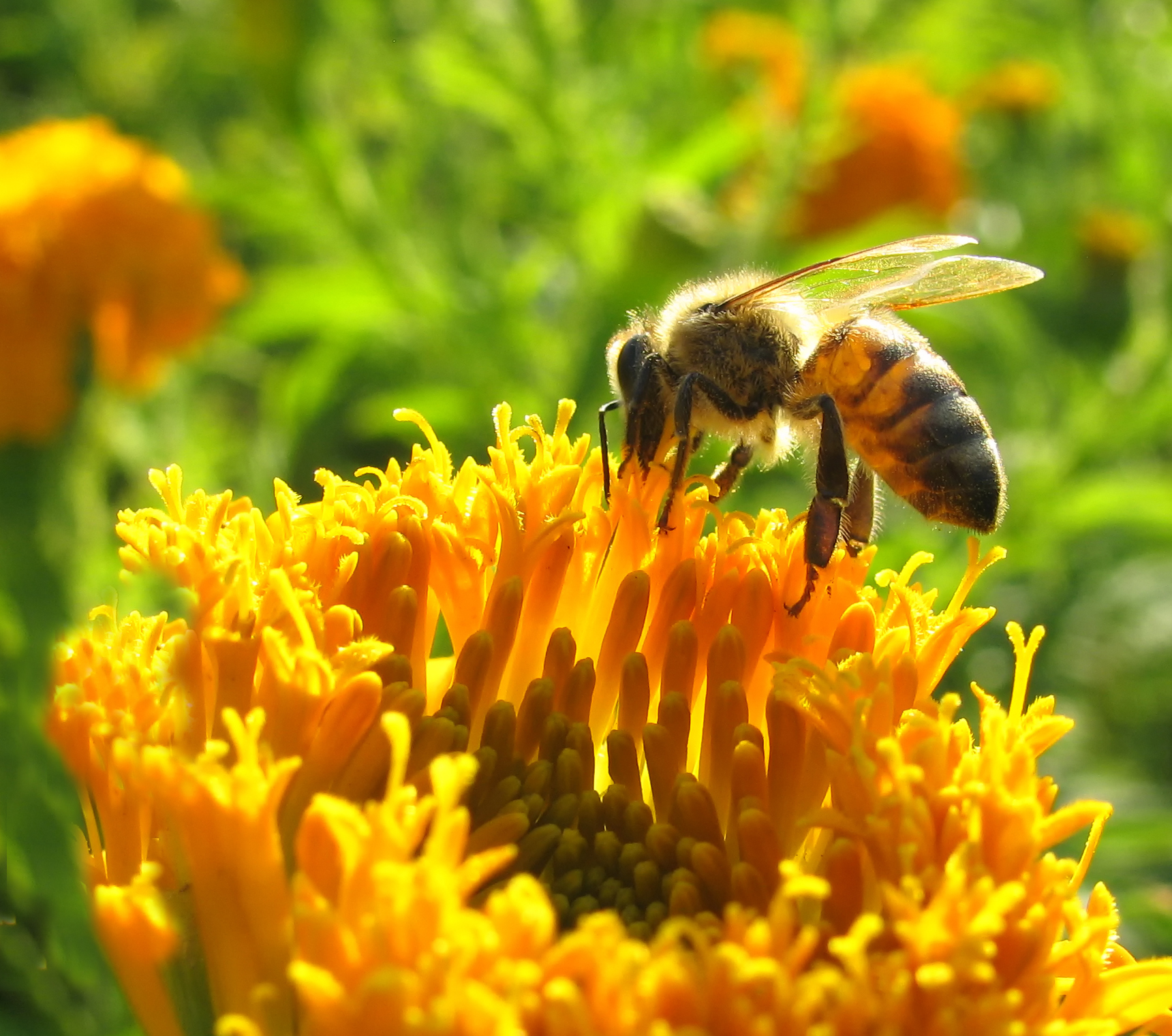
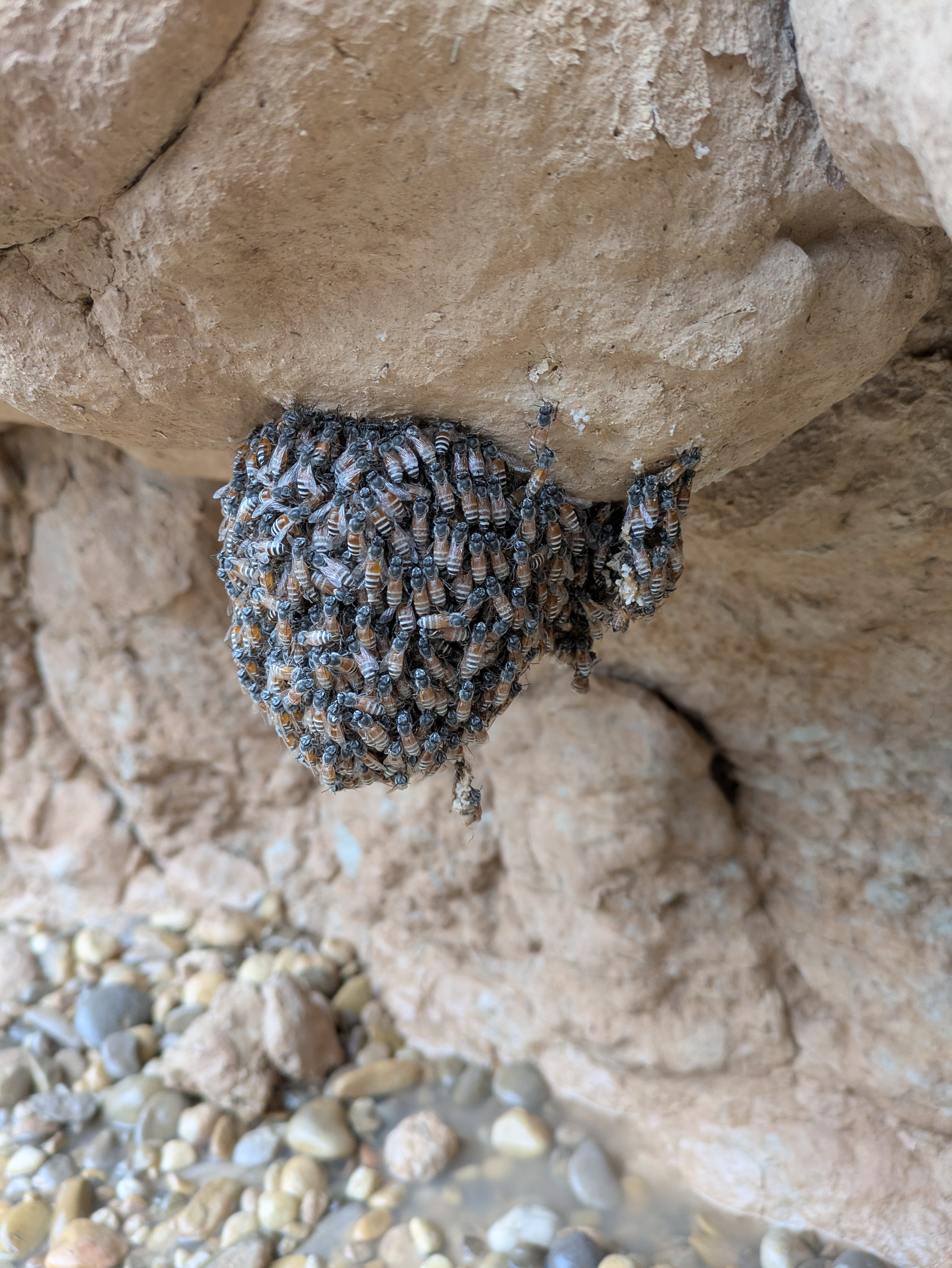
کندوی زنبور عسل کوچک در بهبهان